# Елізабет Вальдгайм
Елізабет «Сісі» Вальдгайм (нім. Elisabeth Waldheim, уроджена Рітшель нім. Ritschel; 13 квітня 1922, Відень — 28 лютого 2017) — австрійська політична діячка, дружина Курта Вальдгайма, Генерального секретаря ООН і президента Австрії. Перша леді Австрії з 1986 по 1992 рік.

## Біографія
Народилася у Відні старшою з трьох дочок Вільгельма Рітшеля та його дружини Хільдегард. Її дід по батьковій лінії був військовим чиновником імператорської армії. Після падіння імперії Габсбургів він став підприємцем. Елізабет була названа на честь австрійської імператриці Єлизаветиі та мала призвісько «Сісі».
Вальдагайм вирішила вивчати право у Віденському університеті, де вперше познайомилася з Куртом Вальдгаймом. 19 серпня 1944 року, в розпал Другої світової війни, пара одружилася у Відні. Їхня перша дочка Лізелотта народилася в 1945 році. Згідно з некрологом її чоловіка в газеті «New York Times», «Вона був затятою нацисткою, яка перед війною відмовився від своєї римо-католицької віри і приєдналася до Союзу німецьких дівчат, молодих жінок еквівалент Гітлер'югенду. Вона подала заявку на членство в нацистській партії, як тільки стала достатньо дорослою, і була прийнята в 1941 році».
Вона залишила роботу, щоб підтримати дипломатичну та політичну кар'єру чоловіка. Він став міністром закордонних справ Австрії та генеральним секретарем ООН. У 1986 році він був обраний президентом Австрії, а вона стала першою леді Австрії.
У пари народилося троє дітей: дочка Лізелотта Вальдгайм-Натурал працює в ООН, дочка Кріста Вальдгайм-Карас стала художницею (вона одружена з австрійським депутатом Європарламенту Отмаром Карасом), а син Герхард Вальдгайм — інвестиційний банкір. Вона володіла німецькою, англійською та французькою мовами.
Елізабет Вальдгайм померла 28 лютого 2017 року у віці 94 років.